# Кальвокоресси, Мишель
Мишель Димитри Кальвокоресси (фр. Michel Dimitri Calvocoressi; 2 октября 1877, Марсель — 1 февраля 1944, Лондон) — франко-британский музыковед греческого происхождения.
Изучал музыку и общественные науки в Париже, будучи, однако, по преимуществу самоучкой. Был близок к Морису Равелю и, как считается, познакомил французского композитора с произведением Модеста Мусоргского «Картинки с выставки» (чему мировая музыкальная культура обязана появлением наиболее популярного оркестрового переложения «Картинок», сделанного Равелем); вообще Кальвокоресси был увлечён русской музыкой и пропагандировал её как в Париже, так и в Лондоне, куда он переселился в 1914 г.
Помимо многочисленных статей в журналах (преимущественно парижских), Кальвокоресси принадлежит ряд книг, в том числе «Русская музыка» (фр. La Musique russe; Париж, 1907), «Принципы и методы музыкальной критики» (фр. Principes et méthodes de la critique musicale; Лондон, 1923, 1933), «Музыкальный вкус и как его формировать» (англ. Musical Taste and How to Form It, Лондон, 1925), «Мастера русской музыки» (англ. Masters of Russian Music, Лондон, 1936, втор. издание 1944, совместно с Джеральдом Абрахамом). Отдельные монографии Кальвокоресси посвятил Листу (1906), Мусоргскому (1908, дополненное переиздание 1946), Глинке (1911), Шуману (1912), Дебюсси (1941).
Кальвокоресси посвящена седьмая мазурка М. А. Балакирева (1906).